# 南種子町

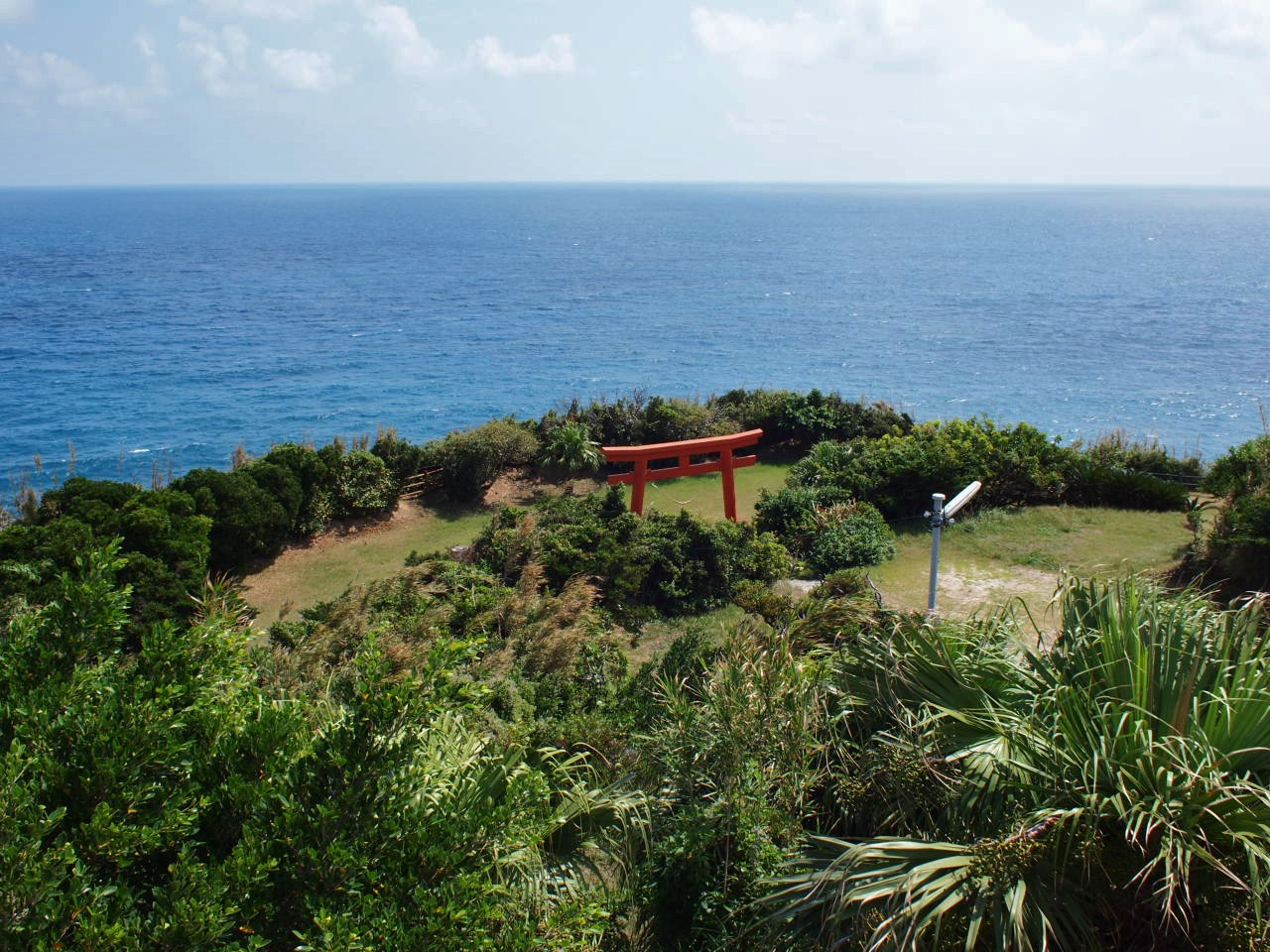
門倉崎の南端。手前に見える鳥居は御崎神社

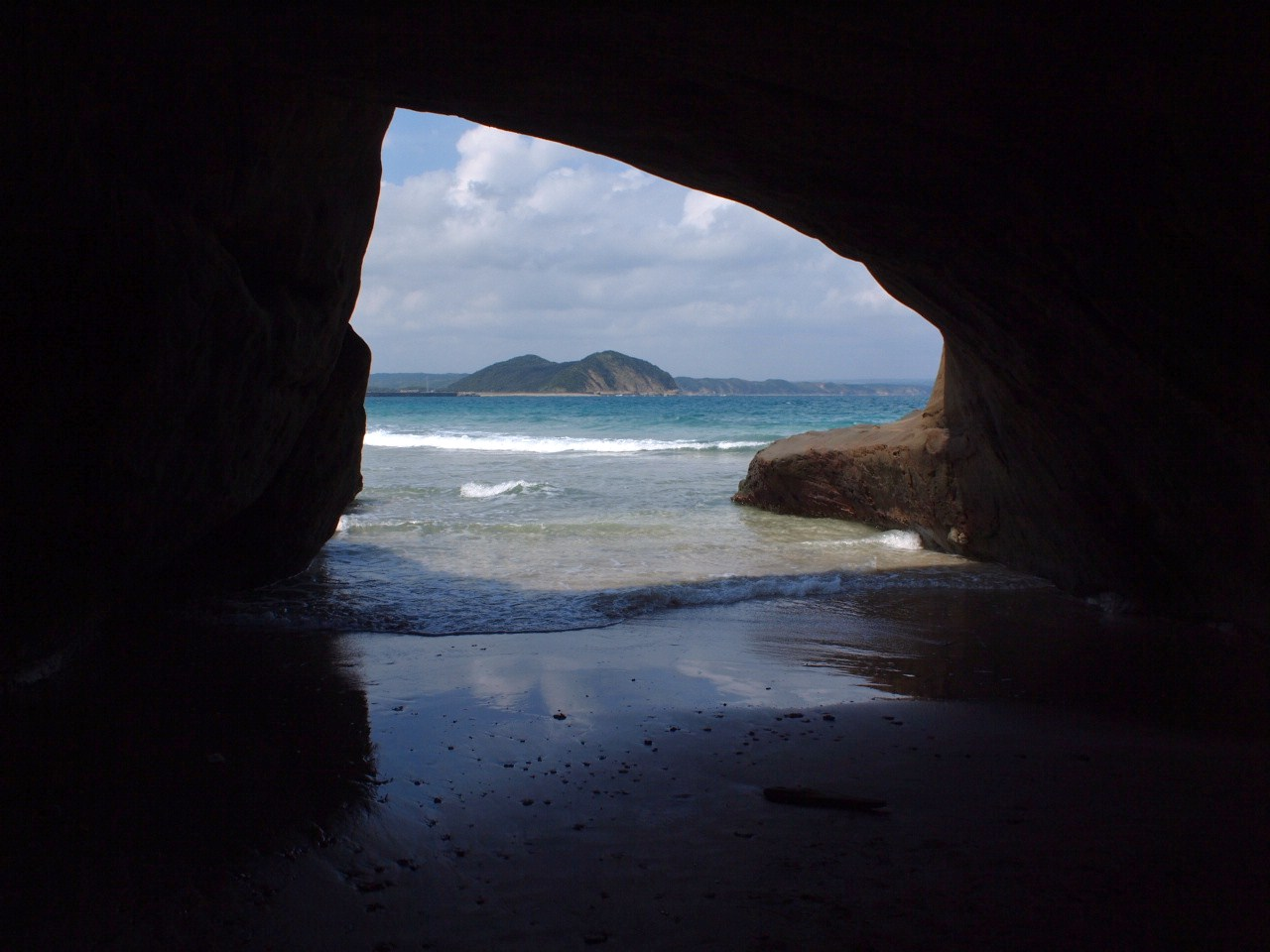
千座の岩屋

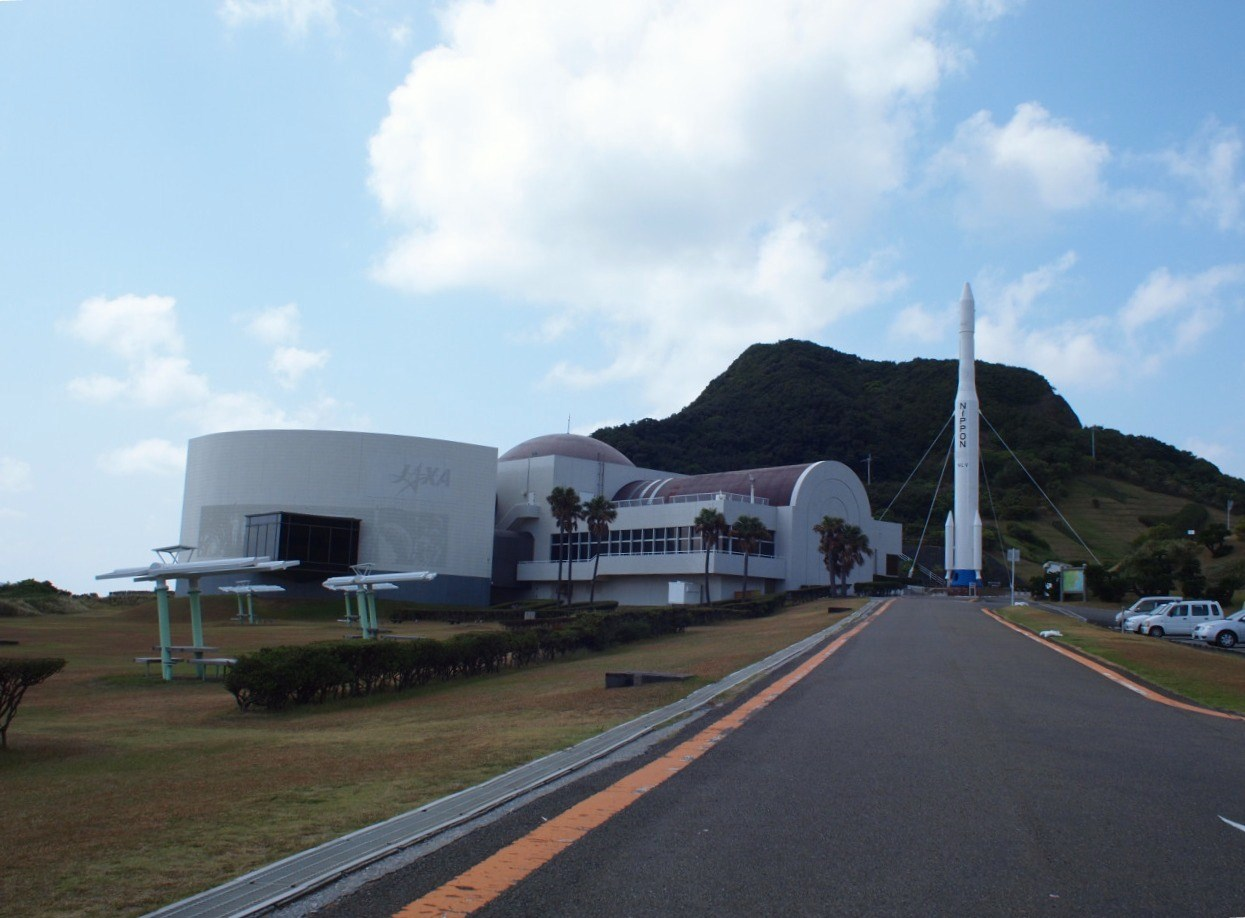
宇宙科学技術館

南種子町（みなみたねちょう）は、鹿児島県の種子島南部にある町。熊毛郡に属する。

## 概要
天文12年（1543年）8月25日、種子島南端の前之浜に漂着したポルトガル人から、時の種子島家第16代当主、種子島時尭が火縄銃3丁を購入し日本に初めて鉄砲が伝えられた（鉄砲伝来）。
現在は、国内で唯一の商業ロケット打上施設「JAXA種子島宇宙センター」を抱え、日本の最先端技術の一端を担っている。

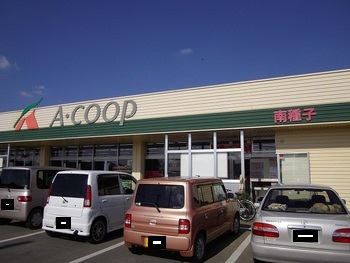
エーコープ南種子店

温暖な気候に恵まれ、稲作が盛んに行われている。国内では最もコシヒカリの出荷が早い。
太平洋に面しており、今後発生が予見されている南海トラフ巨大地震の際には、町内の海岸に最大7mの津波が到達することが予想されている。

## 地理

### 地勢
- 東西10.8 km
- 南北12 km
- 最高点200 m

### 気候
| 上中（1991年 - 2020年）の気候      | 上中（1991年 - 2020年）の気候 | 上中（1991年 - 2020年）の気候 | 上中（1991年 - 2020年）の気候 | 上中（1991年 - 2020年）の気候 | 上中（1991年 - 2020年）の気候 | 上中（1991年 - 2020年）の気候 | 上中（1991年 - 2020年）の気候 | 上中（1991年 - 2020年）の気候 | 上中（1991年 - 2020年）の気候 | 上中（1991年 - 2020年）の気候 | 上中（1991年 - 2020年）の気候 | 上中（1991年 - 2020年）の気候 | 上中（1991年 - 2020年）の気候 |
| 月                                 | 1月                           | 2月                           | 3月                           | 4月                           | 5月                           | 6月                           | 7月                           | 8月                           | 9月                           | 10月                          | 11月                          | 12月                          | 年                            |
| ---------------------------------- | ----------------------------- | ----------------------------- | ----------------------------- | ----------------------------- | ----------------------------- | ----------------------------- | ----------------------------- | ----------------------------- | ----------------------------- | ----------------------------- | ----------------------------- | ----------------------------- | ----------------------------- |
| 最高気温記録 °C （°F）             | 23.3 (73.9)                   | 25.4 (77.7)                   | 25.7 (78.3)                   | 27.8 (82)                     | 31.1 (88)                     | 33.1 (91.6)                   | 34.4 (93.9)                   | 35.7 (96.3)                   | 34.3 (93.7)                   | 30.7 (87.3)                   | 27.6 (81.7)                   | 25.0 (77)                     | 35.7 (96.3)                   |
| 平均最高気温 °C （°F）             | 13.6 (56.5)                   | 14.5 (58.1)                   | 17.1 (62.8)                   | 20.7 (69.3)                   | 23.9 (75)                     | 26.1 (79)                     | 30.0 (86)                     | 30.7 (87.3)                   | 28.5 (83.3)                   | 24.6 (76.3)                   | 20.4 (68.7)                   | 15.9 (60.6)                   | 22.2 (72)                     |
| 日平均気温 °C （°F）               | 10.7 (51.3)                   | 11.3 (52.3)                   | 13.6 (56.5)                   | 17.0 (62.6)                   | 20.3 (68.5)                   | 23.1 (73.6)                   | 26.5 (79.7)                   | 26.9 (80.4)                   | 24.9 (76.8)                   | 21.3 (70.3)                   | 17.2 (63)                     | 12.8 (55)                     | 18.8 (65.8)                   |
| 平均最低気温 °C （°F）             | 8.2 (46.8)                    | 8.6 (47.5)                    | 10.8 (51.4)                   | 14.2 (57.6)                   | 17.5 (63.5)                   | 20.8 (69.4)                   | 24.2 (75.6)                   | 24.7 (76.5)                   | 22.7 (72.9)                   | 19.0 (66.2)                   | 14.7 (58.5)                   | 10.2 (50.4)                   | 16.3 (61.3)                   |
| 最低気温記録 °C （°F）             | −0.3 (31.5)                   | −1.6 (29.1)                   | 0.4 (32.7)                    | 5.9 (42.6)                    | 10.9 (51.6)                   | 13.2 (55.8)                   | 17.1 (62.8)                   | 20.2 (68.4)                   | 15.7 (60.3)                   | 10.6 (51.1)                   | 3.9 (39)                      | 0.9 (33.6)                    | −1.6 (29.1)                   |
| 降水量 mm （inch）                 | 159.2 (6.268)                 | 164.4 (6.472)                 | 224.5 (8.839)                 | 264.5 (10.413)                | 318.5 (12.539)                | 653.6 (25.732)                | 300.1 (11.815)                | 184.5 (7.264)                 | 298.2 (11.74)                 | 218.4 (8.598)                 | 178.7 (7.035)                 | 145.5 (5.728)                 | 3,137.9 (123.539)             |
| 平均降水日数 （≥1.0 mm）           | 13.7                          | 12.5                          | 14.3                          | 12.1                          | 13.0                          | 18.3                          | 10.5                          | 11.6                          | 12.5                          | 10.7                          | 10.5                          | 12.4                          | 152.4                         |
| 平均月間日照時間                   | 94.2                          | 99.9                          | 131.3                         | 152.2                         | 150.6                         | 97.5                          | 192.7                         | 205.9                         | 146.9                         | 147.3                         | 121.3                         | 101.3                         | 1,644                         |
| 出典1：Japan Meteorological Agency |                               |                               |                               |                               |                               |                               |                               |                               |                               |                               |                               |                               |                               |
| 出典2：気象庁                      |                               |                               |                               |                               |                               |                               |                               |                               |                               |                               |                               |                               |                               |

### 近隣自治体
- 種子島：西之表市
- 熊毛郡：中種子町、屋久島町
- 鹿児島郡：三島村、十島村

### 人口
| |                                          |  |
| 南種子町と全国の年齢別人口分布（2005年） | 南種子町の年齢・男女別人口分布（2005年） |  |
| ■紫色 ― 南種子町 ■緑色 ― 日本全国 | ■青色 ― 男性 ■赤色 ― 女性                |  |
| 南種子町（に相当する地域）の人口の推移 \| 1970年（昭和45年） \| 9,923人 \| \| \| 1975年（昭和50年） \| 9,039人 \| \| \| 1980年（昭和55年） \| 8,320人 \| \| \| 1985年（昭和60年） \| 7,976人 \| \| \| 1990年（平成2年） \| 7,672人 \| \| \| 1995年（平成7年） \| 7,422人 \| \| \| 2000年（平成12年） \| 7,154人 \| \| \| 2005年（平成17年） \| 6,751人 \| \| \| 2010年（平成22年） \| 6,218人 \| \| \| 2015年（平成27年） \| 5,745人 \| \| \| 2020年（令和2年） \| 5,445人 \| \| |                                          |  |
| 総務省統計局 国勢調査より |                                          |  |
| 1970年（昭和45年） | 9,923人                                  |  |
| 1975年（昭和50年） | 9,039人                                  |  |
| 1980年（昭和55年） | 8,320人                                  |  |
| 1985年（昭和60年） | 7,976人                                  |  |
| 1990年（平成2年） | 7,672人                                  |  |
| 1995年（平成7年） | 7,422人                                  |  |
| 2000年（平成12年） | 7,154人                                  |  |
| 2005年（平成17年） | 6,751人                                  |  |
| 2010年（平成22年） | 6,218人                                  |  |
| 2015年（平成27年） | 5,745人                                  |  |
| 2020年（令和2年） | 5,445人                                  |  |

### 地名(大字)
- 茎永
- 島間
- 中之上
- 中之下
- 西之
- 平山

中之上（なかのかみ）と中之下（なかのしも）は、かつては中之村という一つの村であったが、明治期の地租改正の際に2つの字に分けられたため、現在の状態となった。

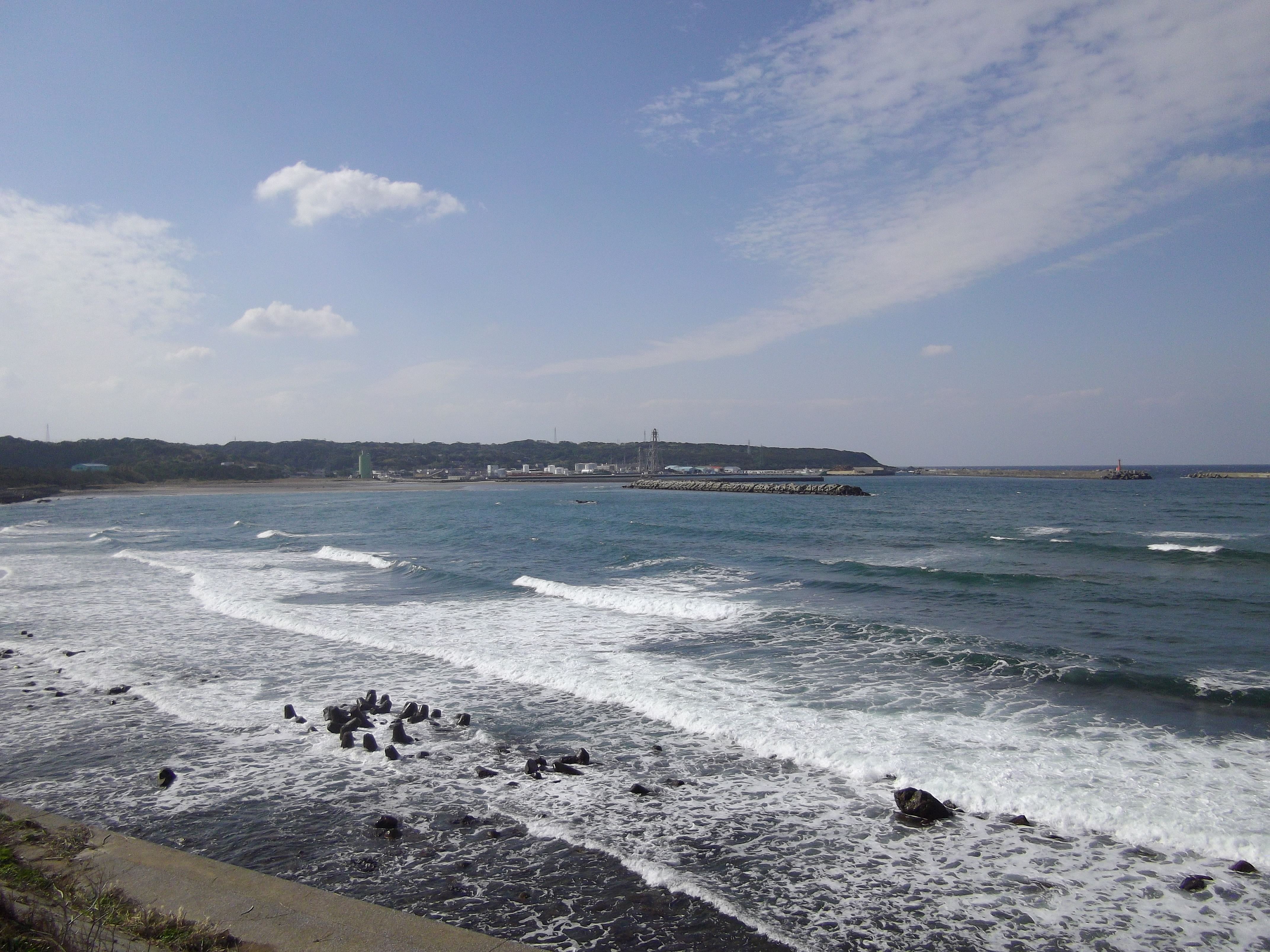
島間港全景
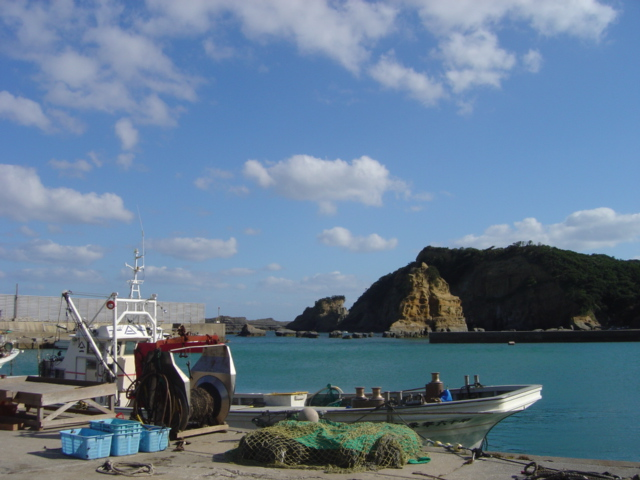
平山漁港
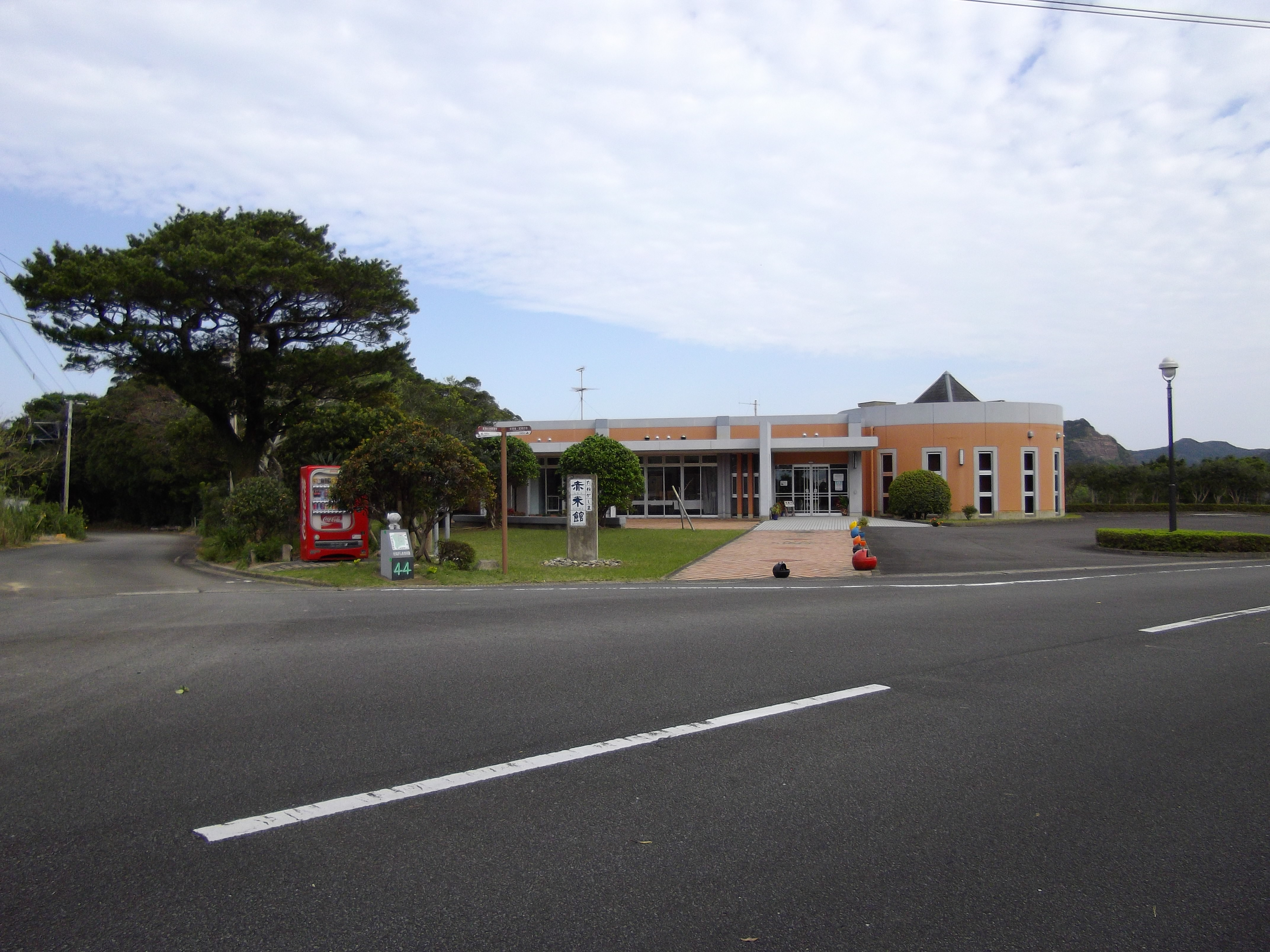
茎永、宝満神社前の赤米館
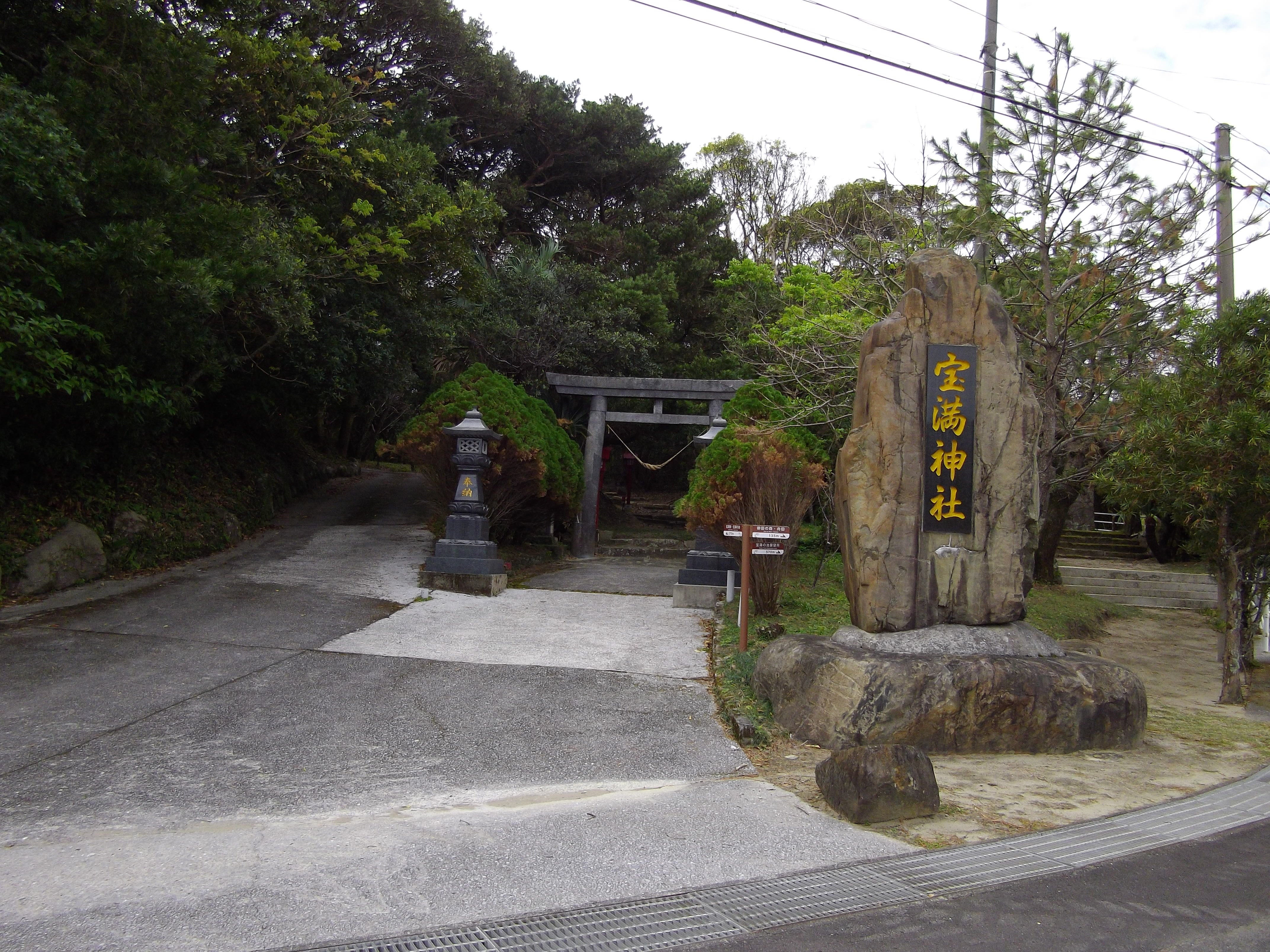
茎永、宝満の池を祀っている宝満神社
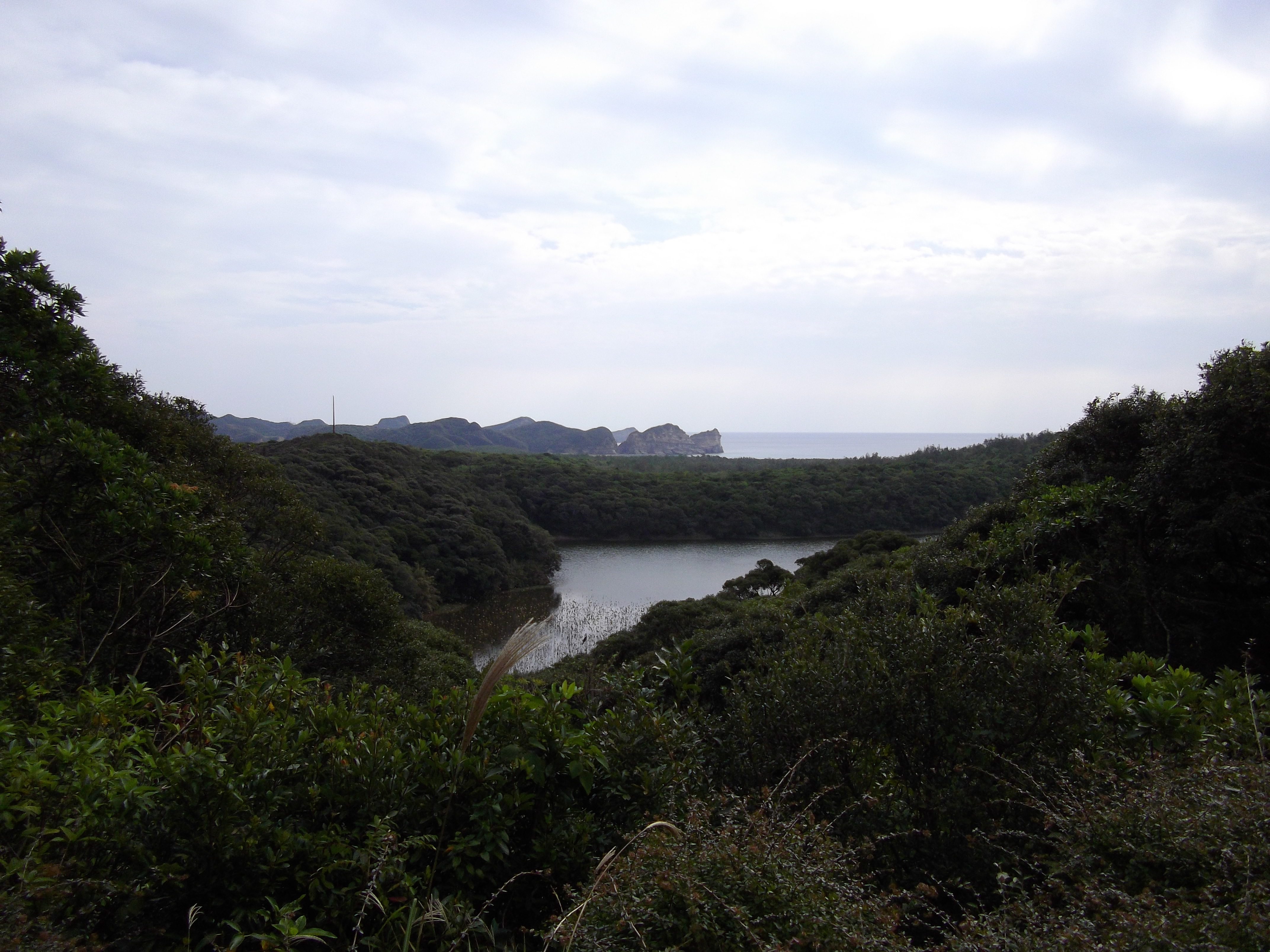
茎永、宝満の池

## 歴史
- 1889年（明治22年）4月1日 - 町村制施行に伴い、熊毛郡に南種子村が成立する。
- 1956年（昭和31年）10月15日 - 南種子村が町制施行し南種子町となる[3]。(初代町長　鮫島二男丸)
- 1966年（昭和41年） - 種子島宇宙センター建設開始。
- 1969年（昭和44年） - 種子島宇宙センター発足。

元々、南種子村の中心は茎永であり、役場も茎永に置かれていた。
しかし、東側に偏在している等の理由により、明治23年頃から島間等の西側地域を中心に役場の移転論が唱えられるようになった。
そのような中、明治32年に南種子高等小学校が茎永から上中に移転をしたのをきっかけに、徐々に中心機能が茎永から上中へ移っていくこととなる。
さらに大正期に上中を中心とした村内の道路網が発達したことから、大正12年3月、熊毛郡長の採択により役場が上中へ移転された。

## 行政
- 町長：小園裕康（2019年5月1日就任・1期目）

### 町の行政機関
- 南種子町議会
  - 議会事務局
- 南種子町役場
  - 町長
    - 副町長
      - 総務課・企画課・保健福祉課・税務課・総合農政課・建設課・会計課
      - あおぞら保育園

  - 南種子町教育委員会
    - 教育委員長
      - 教育長
        - 管理課・社会教育課
        - 給食センター
- 農業委員会
- 監査委員会
- 選挙管理委員会

### 消防
- 熊毛地区消防組合消防本部
  - 南種子分遣所

### 医療機関

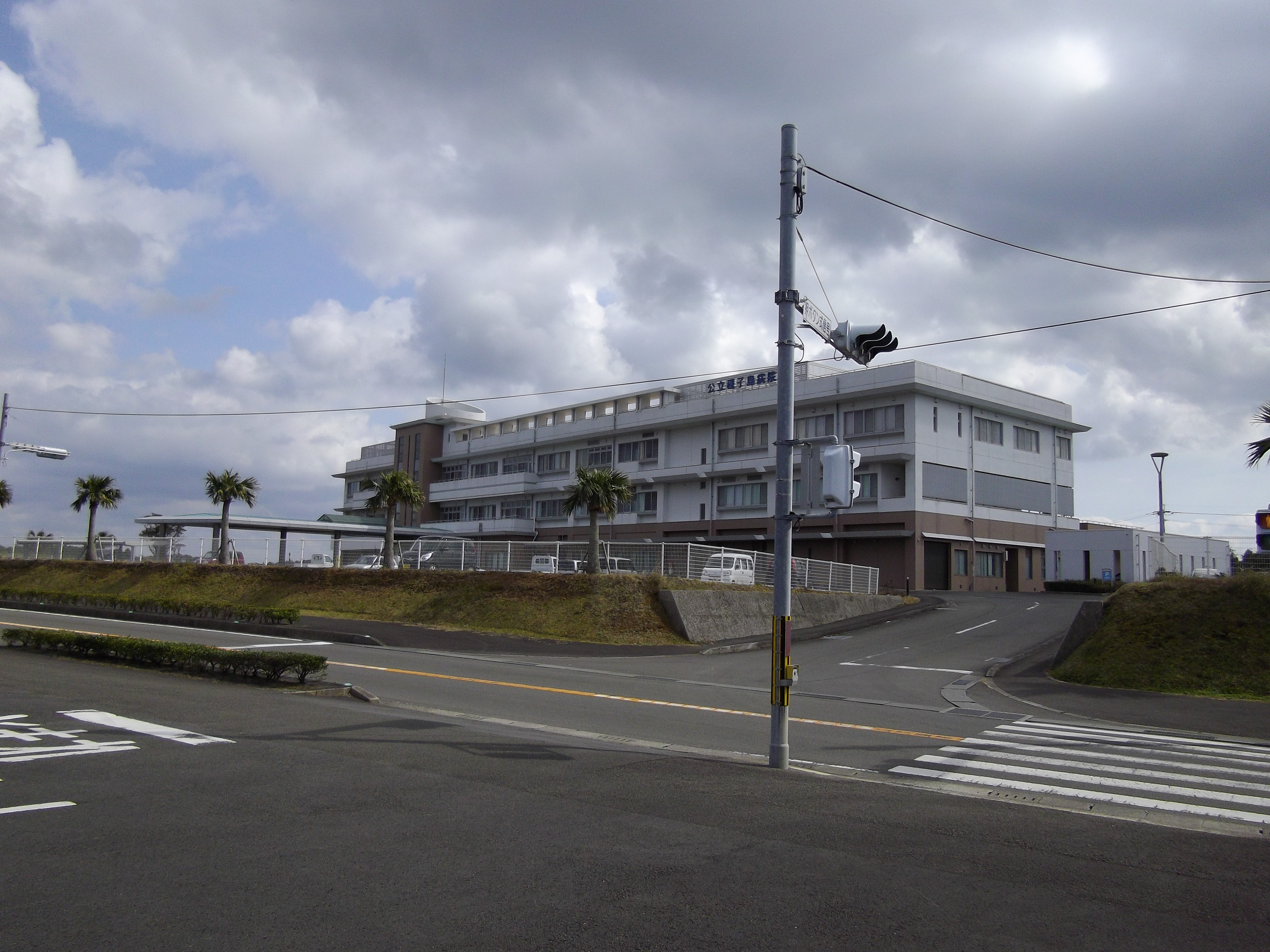

- 公立種子島病院

- ともファミリークリニック

### 県の行政機関
- 鹿児島県警察：種子島警察署
  - 南種子交番（下記駐在所を統合）
  - 南種子駐在所（閉鎖）
  - 島間駐在所（閉鎖）
  - 茎永駐在所（閉鎖）
  - 西之駐在所（閉鎖）

## 他都市との関係
- 姉妹都市・提携都市
  - 八幡東区（福岡県北九州市）
- 友好都市
  - 秋田県大館市
  - 愛知県飛島村
- 宇宙兄弟
  - 鹿児島県肝付町

## 文化施設・研究機関

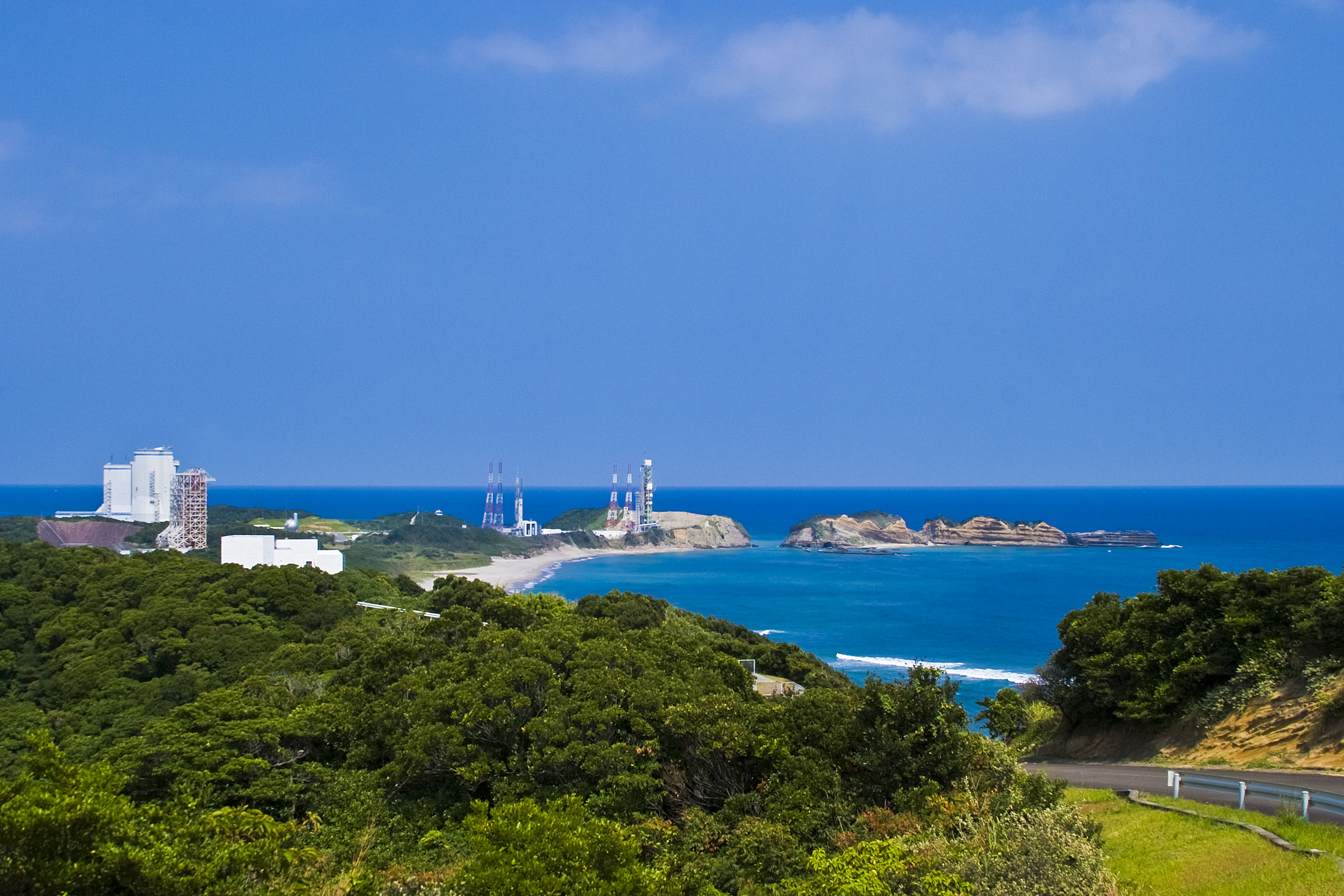
種子島宇宙センター大崎射場

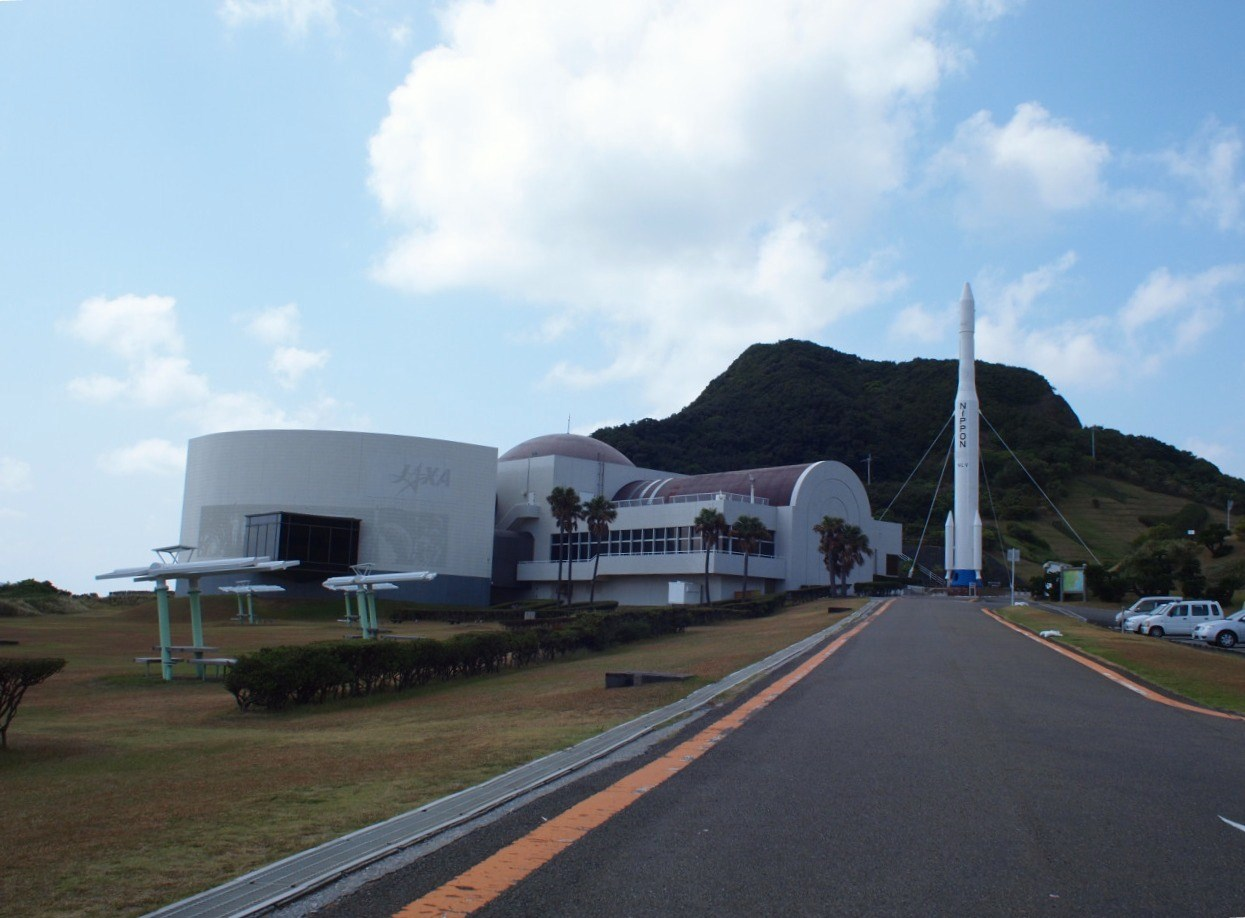
宇宙科学技術館

- JAXA種子島宇宙センター - 宇宙科学技術館がある
- 広田遺跡ミュージアム-国史跡『広田遺跡』
- たねがしま赤米館
- トンミー市場
- 南種子町自然の家
- 南種子町郷土館 - 山本直純音楽記念室がある[4]

## 教育
- 鹿児島県立南種子高等学校（2010年統合により閉校）
- 南種子町立南種子中学校
- 南種子町立大川小学校
- 南種子町立茎南小学校
- 南種子町立島間小学校
- 南種子町立中平小学校
- 南種子町立西野小学校
- 南種子町立長谷小学校
- 南種子町立花峰小学校
- 南種子町立平山小学校

## 交通

### 航路
島間港（地方港湾）を屋久島町営航路が発着する。
- フェリー太陽II（屋久島・宮之浦港 - 島間港）

### 路線バス
- 和人組バス事業部 - 南種子町に本社を置く。旧大和バスのバス事業を譲受し、種子島内の一般路線バス・空港連絡バス全線を運行する。種子島3市町（西之表市 - 中種子町 - 南種子町）を結ぶ路線、南種子町各地と種子島空港を結ぶ路線がある。
- 南種子町コミュニティバス - 種子島・屋久島交通に委託して運行。

### 道路

#### 一般国道
- 国道58号

主要地方道
- 鹿児島県道75号西之表南種子線

一般県道
- 鹿児島県道586号茎永上中線
- 鹿児島県道588号野間島間港線

## 出身有名人
- 柳田理科雄
- 林家種平
- 嶋元啓三郎
- 嶋元謙郎
- 光法賢一
- 鮫島宗雄
- 大久保真美